# Browning (Montana)
Pour les articles homonymes, voir Browning.
Browning est une ville située dans le comté de Glacier, dans l’État du Montana, aux États-Unis. Le recensement de 2000 a dénombré 1 065 habitants. La ville se situe dans la zone de l'ancien territoire de la tribu indienne des Pieds-Noirs et elle fait partie actuellement de la réserve indienne des Pieds-Noirs. Selon le Bureau du recensement des États-Unis, la superficie de la ville est de 0,7 km² et est composée uniquement de terres sans plan d'eau.

## Record météorologique
Du 23 janvier 1916 au 24 janvier 1916, la température dans la ville a chuté de 56 °C en 24 heures, en passant de 7 °C à −49 °C. Il s'agit du record mondial de chute de température en 24 heures.

## Démographie
Selon le recensement de 2000, sur les 1 065 habitants, on retrouvait 360 ménages et 254 familles dans la ville. La densité de population était de 1 523 habitants par km² et la densité d’habitations (409 au total) était de 585 habitations par km². La population était composée de 90,52 % d’amérindiens, de 6,57 % de blancs et de 0,09 %  d’afro-américains.
39,20 % des ménages avaient des enfants de moins de 18 ans, 36,7 % étaient des couples mariés. 31,1 % de la population avait moins de 18 ans, 10,3 % entre 18 et 24 ans, 28,1 % entre 25 et 44 ans, 18,1 % entre 45 et 64 ans et 12,0 % au-dessus de 65 ans. L’âge moyen était de 31 ans. La proportion de femmes était de 100 pour 83 hommes.
Le revenu moyen d’un ménage était de 23 879 $.

## Personnalités originaires de la ville
La ville est le lieu de naissance du boxeur professionnel Joe Hipp et du poète amérindien James Welch.